# Vila Carioca
Vila Carioca é um bairro da cidade de São Paulo, localizado no distrito do Ipiranga.
É famosa pela proximidade com o bairro de Vila Heliópolis, e das restantes fábricas da região da Avenida Presidente Wilson. Tem um perfil industrial e residencial. Sua principal via é a rua Auriverde. A avenida Almirante Delamare, rua Comandante Taylor e a Rua das Juntas Provisórias são as principais vias que circundam o bairro.
Está entre os bairros com a maior concentração de indústrias do distrito. Conta com a Estação Tamanduateí da CPTM e Metrô.
Na Vila Carioca fica localizada a escola de samba Imperador do Ipiranga, fundada por moradores do distrito, e que está localizada na Avenida Carioca.